# Lecania coeruleorubella
Lecania coeruleorubella är en lavart som först beskrevs av Mudd, och fick sitt nu gällande namn av M. Mayrhofer. Lecania coeruleorubella ingår i släktet Lecania och familjen Ramalinaceae.   Inga underarter finns listade i Catalogue of Life.